# Пам'ятники Ромен
У місті Ромнах (райцентр на Сумщині) встановлено близько півтора десятка зразків міської скульптури — пам'ятників, погрудь та пам'ятних знаків. З них 7 мають статус пам'яток монументального мистецтва.
Місто по праву пишається майже столітнім пам'ятником Тарасові Шевченку роботи видатного скульптора-земляка Івана Кавалерідзе, що є одним із перших пам'ятників Кобзарю (подеколи називається першим монументальним пам'ятником Тарасу Шевченку в світі).
Пам'ятники в Ромнах встановлювались як за доби СРСР, так і в часи незалежності України (від 1991 року).
У 2000 році в рамках проведення в місті Першого всеукраїнського гумористичного фестивалю «Любителів сала» в одному з найстаріших парків України — Роменському (заснований у останній чверті XIX століття) на пожертви громадськості був відкритий перший в Україні та Східній Європі пам'ятник Свині, що відтоді став оригінальним символом міста, улюбленим місцем зустрічі містян, а також атракцією для приїжджих.
Пам'ятники Ромен:
| Назва                                                                            | Рік встановлення | Розташування                                                 | Фото | Короткі відомості |
| Воїнам ВВв                                                                       |                  | біля Роменської ЗОШ I—III ступенів № 7 (вул. Полтавська, 32) |      | |
| Деревській Олександрі                                                            | 1982             | по вулиці Монастирської, 57                                  |      | Пам'ятник матері-героїні Олександрі Деревській, яка в роки Великої Вітчизняної війни врятувала і виховала 48 дітей-сиріт, було встановлено 1982 року. Автори — скульптор А. Сипко та архітектор В. Миненко. |
| Жертвам Голодомору 1932-33 рр., пам'ятник «Замучені голодом», монумент           | 2008             | на вулиці Дудіна, поблизу центрального кладовища             |      | Пам'ятник Жертвам Голодомору в Україні 1932—1933 рр. було відкрито у День пам'яті жертв голодомору та політичних репресій 22 листопада 2008 року. Автор пам'ятнику — скульптор і художник Олексій Федько. Споруджено за кошти місцевого бюджету. |
| Свині                                                                            | 2000             | у Роменському парку                                          |      | Пам'ятник Свині був відкритий 1 квітня (у День сміху) 2000 року під час проведення Першого всеукраїнського гумористичного фестивалю «Любителів сала». Ідея встановлення в Ромнах пам'ятника Свині належить Віктору Стрельченку (тодішньому роменському меру). Автор пам'ятника — скульптор Олексій Федько. Організація встановлення пам'ятника здійснювалась головним художником міста Ромни — Ларисою Зеленою.. |
| Учасникам бойових дій в Афганістані та на території інших держав, пам'ятний знак |                  | на початку вулиці Горького (з боку Московського бульвару)    |      | |
| Хмельницькому Богданові                                                          | 1953, 2009       | на початку Московського бульвару (з боку вулиці Горького)    |      | Пам'ятник українському гетьману Богданові Хмельницькому споруджений 1953 року, а 8 травня 2009 року був відкритий після реставрації. Бронзове погруддя гетьмана встановлене на мармуровому постаменті. |
| Шевченку Тарасу                                                                  | 1918             | у сквері на бульварі Т. Шевченка                             |      | Пам'ятник великому українському поетові Тарасу Шевченку було встановлено 27 жовтня 1918 року (один із перших пам'ятників Кобзареві у світі). Автор — відомий український скульптор і культурний діяч І. П. Кавалерідзе. |

## Колишні пам'ятники
| Назва                    | Дата встановлення | Дата знесення | Розташування           | Фото | Короткі відомості |
| Пам'ятник Іванові Федьку | 1977              | 2017          | на Привокзальній площі |      | Пам'ятник-погруддя радянському військовику, більшовицькому ватажку часів радянсько-української війни Іванові Федьку Встановлений 1977 року. Демонтовано у 2017 році, в рамках виконання закону про декомунізацію. Автори — скульптори Б.Климушко та Євген Горбань і архітектор С. Миргородський. |